# 6364 Casarini
A 6364 Casarini (ideiglenes jelöléssel 1981 ET) a Naprendszer kisbolygóövében található aszteroida. Henri Debehogne és Giovanni de Sanctis fedezte fel 1981. március 5-én.